# 岩手縄美
岩手 縄美（いわて つなよし/つなみつ）は、戦国時代の武将。武田氏の一族。武田信玄の大叔父に当たる。「縄美」の読みは「つなみつ」である可能性が指摘される。

## 生涯
武田信昌の四男。甲斐国山梨郡岩手郷（現・山梨県山梨市）を所領としたため、岩手氏と称した。永正2年（1505年）に父が、永正4年（1507年）に長兄・信縄が相次いで死去し、甥（信縄の嫡男）の武田信虎が武田家当主になると、次兄・油川信恵と共に信虎に対して叛旗を翻した。
「三浦家文書」には年実生11月14日付「縄満」発給過所があり、高貴な人物の用いる方形朱印が捺されていることから、縄美発給の文書であるとも考えられている。
『高白斎記』によれば、永正5年（1508年）10月4日の勝山合戦で信虎に大敗し、信恵やその一族と共に戦死した。『一蓮寺過去帳』によれば、法名は「来阿弥陀仏」。『平塩寺過去帳』では「同四郎道端」と記している。これにより、信縄の時代から続いていた武田家の家督相続問題は終焉し、信虎の当主の地位が確立した（『勝山記』『一蓮寺過去帳』）。
岩手家自体は存続を許され、家督は遺児の信盛が継いだ。